# داريل
داريل (بالإنجليزية: Daryl)‏ هو ساحر استعراضي أمريكي، ولد في 13 أغسطس 1955، وتوفي في 24 فبراير 2017 في لوس أنجلوس في الولايات المتحدة بسبب شنق.